# Clemens Joseph Colaco Leitao

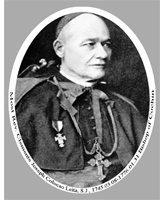
Bischof Clemens Joseph Colaco Leitao S.J.

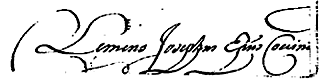
Unterschrift des Bischofs vom Bericht über den Märtyrer Devasahayam Pillai

Clemens Joseph Colaco Leitao (* 17. Dezember 1704 in Cernache do Bonjardim, Portugal; † 31. Januar 1771 in Quilon (heute Kollam), Kerala, Indien) war ein katholischer Priester, Jesuit und Bischof der Diözese Cochin in Südindien.

## Leben und Wirken
Clemens Joseph Colaco Leitao wurde im zentralportugiesischen Dorf Cernache do Bonjardim geboren, das als Geburtsort des Heiligen und Nationalhelden Nuno Álvares Pereira schon damals eine Wallfahrtsstätte war. Leitao trat dem Jesuitenorden bei und wurde in die Indienmission entsandt.
Am 8. März 1745 ernannte man ihn zum Bischof von Cochin, welchem Bistum damals der ganze Südwesten von Indien unterstand. 1663 hatten die Holländer die portugiesischen Kolonialherren aus Cochin vertrieben und dort selbst eine Herrschaft unter Führung der Niederländischen Ostindien-Kompanie etabliert. Die Niederländer duldeten keine portugiesischen oder von Portugal abhängigen Bischöfe auf ihrem Territorium, weshalb Bischof Leitao in Anjengo, im Süden seiner Diözese, zwischen Quilon und Trivandrum residierte. Später verlegte er seine Residenz nach Quilon (Kollam) St. Peter. An beiden Plätzen befand er sich auf dem Gebiet des Königreiches Travancore (heute Kerala) und der Raja duldete seinen Aufenthalt.
Clemens Joseph Colaco Leitao war ein eifriger und gewissenhafter Oberhirte, der sich besonders um die Verehrung des einheimischen Märtyrers Devasahayam Pillai (1712–1752) bemühte. Dieser wurde wegen seiner Konversion vom Hinduismus zum Katholizismus nach langer Haft, verbunden mit körperlicher und psychischer Folter, am 14. Januar 1752 hingerichtet. Anlässlich seines Märtyrertodes erließ Bischof Leitao einen Hirtenbrief an seine Diözesanen und ordnete den Gesang eines feierlichen Te Deum für einen bestimmten Tag an. Er verfasste außerdem über den Fall einen genauen Bericht, datiert vom 15. November 1756, und sandte ihn nach Rom, an Papst Benedikt XIV. Leitaos Bericht hat sich im Original erhalten und bildete die Hauptquelle bei der 2012 erfolgten Seligsprechung des indischen Märtyrers.

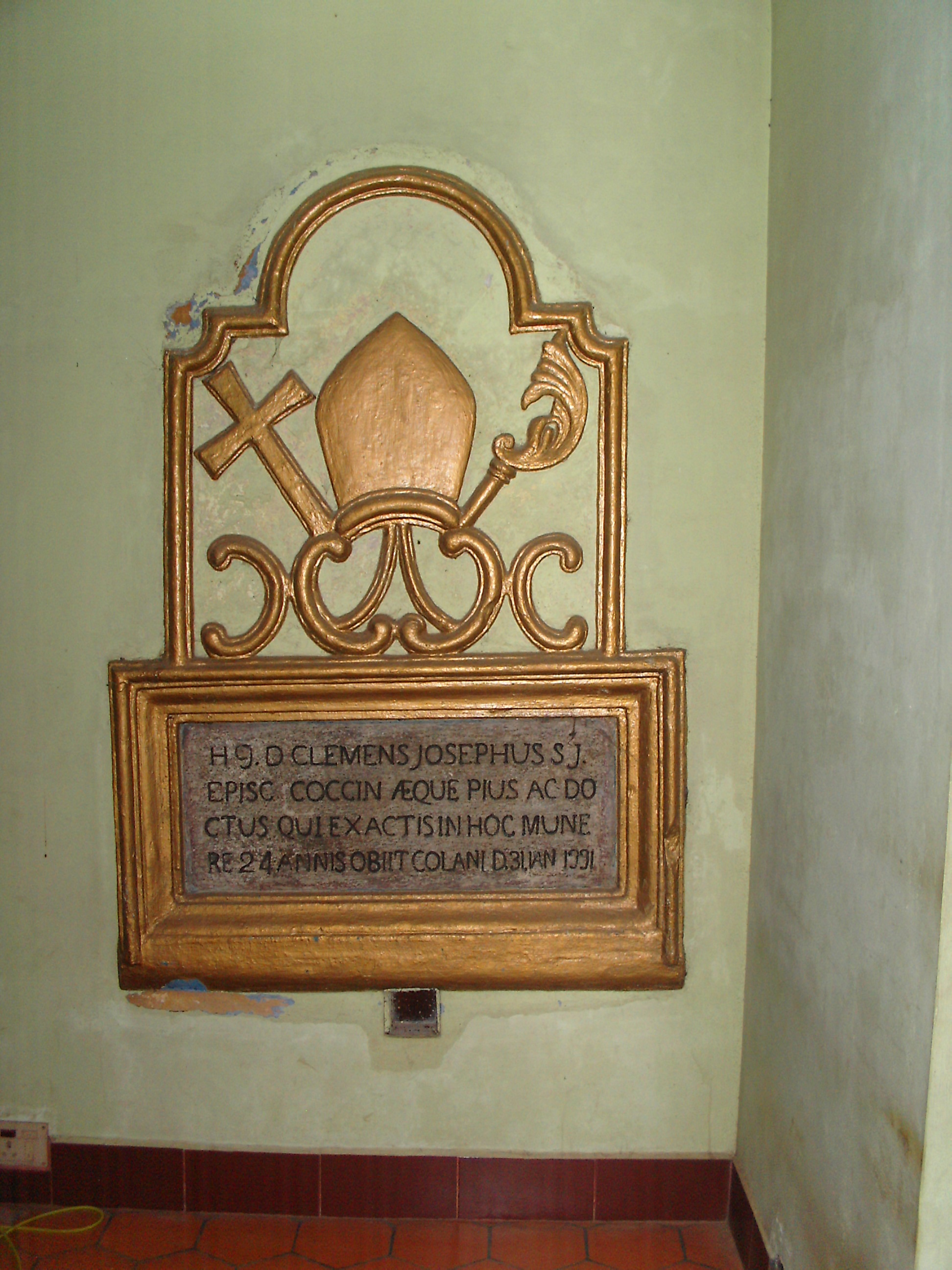
Grabstätte von Bischof Leitao, Kollam, Alt-St.-Peter

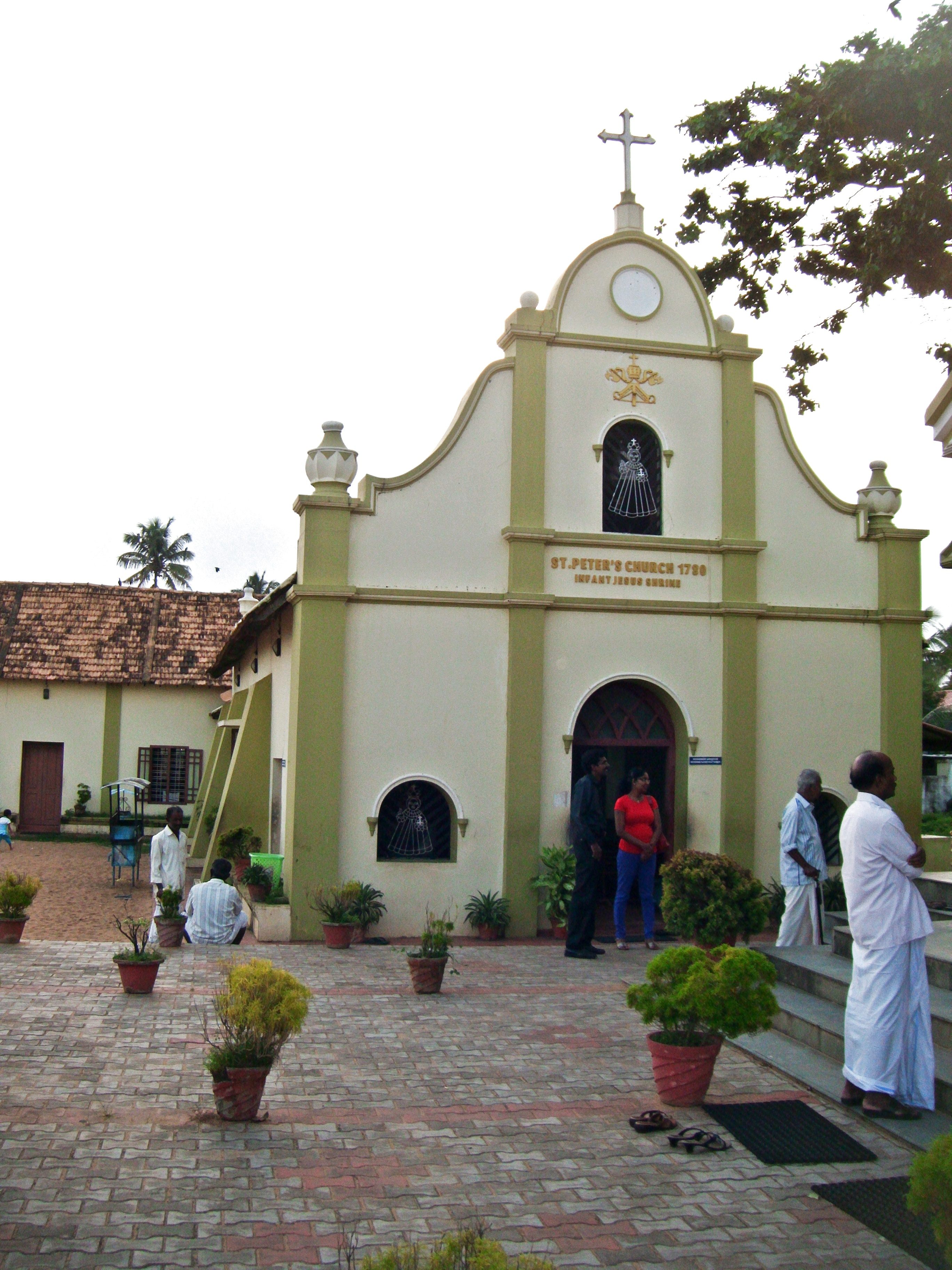
Kollam, Alte St.-Peters-Kirche, letzte Residenz und Grabstätte des Bischofs

Bischof Leitao sprach und schrieb die Landessprache Malayalam mit großer Perfektion, u. a. korrespondierte er selbst mit dem Raja von Travancore. Er starb in seiner letzten Residenz Quilon und wurde dort in der Kirche St. Peter, Moothakara, beigesetzt. Sein Grab ist bis in die Gegenwart erhalten und wird gepflegt.
Von Bischof Clemens Joseph Colaco Leitao ist auch ein mutiger Verteidigungsbrief zugunsten seines der Ketzerei angeklagten Mitbruders Gabriel Malagrida (1689–1761) überliefert, in dem er das politisch motivierte Inquisitionsverfahren gegen ihn scharf angreift und auch formale Verfahrensfehler anprangert. Pater Malagrida, ein Anwalt der brasilianischen Indianer, war das Opfer einer politisch-religiösen Intrige des königlichen Premierministers Sebastião José de Carvalho e Melo (genannt Marquês de Pombal) geworden, da er dessen kolonialpolitischen Interessen im Wege stand. Er wurde nach einem Schauprozess als Ketzer erdrosselt und anschließend verbrannt.
Bischof Leitao geriet durch sein Schreiben selbst in die politische Schusslinie. In Indien war er jedoch für die portugiesischen Behörden kaum erreichbar und verstarb zudem schon 1771. Das Zensurgericht Lissabon erließ mit Datum vom 28. April 1774 ein gegen seine Schrift gerichtetes Edikt, in dem es abschließend heißt:

„...dass in Betrachtung aller dieser wichtigen Punkte die Einwendungen eines von den Maximen der Jesuiten angesteckten Bischofs verwegen und verwerflich sind. Daher soll der Brief desselben durch des Henkers Hand auf dem Commercienplatze öffentlich zerrissen und verbrannt werden. Diejenigen, die diesen Brief besitzen, sollen ihn binnen 30 Tagen innerhalb meinen Europäischen Staaten ins Censurgericht und außer Europa ihren Gouverneurs etc. überliefern, unter der Strafe, die den Beleidigern der Majestat und den Friedensstörern durch die Gesetze angedrohet wird.“

Zu dem Verteidigungsbrief von Bischof Leitao und den dadurch ausgelösten Reaktionen erschien 1774 anonym, in portugiesischer Sprache, ein komplettes Buch, welches später noch mehrfach aufgelegt wurde. Es trägt den Titel: Resposta e reflexões á carta que D. Clemente José Collaço Leitão, bispo de Cochim.